# Preprint
Preprint – wstępna wersja publikacji naukowej (zazwyczaj artykułu), która nie została jeszcze opublikowana w czasopiśmie naukowym.
Publikacja w tradycyjnym czasopiśmie naukowym często zajmuje miesiące, a nawet lata od chwili zgłoszenia artykułu, podczas gdy rozwój nauki następuje w ostatnim czasie znacznie szybciej. Umieszczenie w Internecie preprintów artykułów pozwala na udostępnienie wyników badań naukowych innym badaczom bez konieczności długiego oczekiwania na cykl wydawniczy czasopisma, a tym samym nie opóźnia rozwoju nauki, tak jak ma to miejsce w przypadku tradycyjnych wydawnictw.
Głównymi serwisami do publikowania preprintów są arXiv i bioRxiv. Magazyn Science wyróżnił w kategorii przełomów roku 2017 spopularyzowanie się preprintów w biologii.